# 東山手十二番館

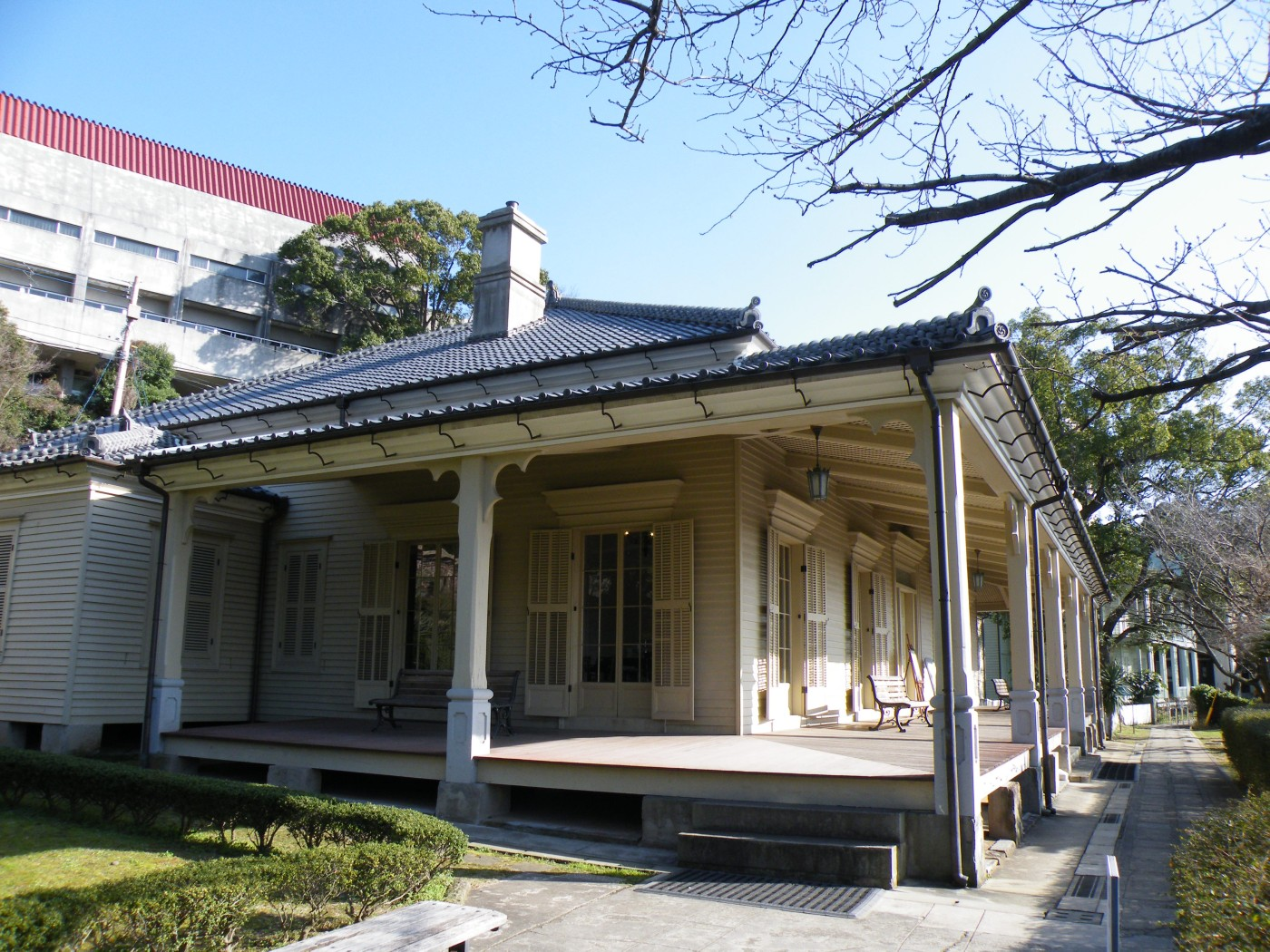
西側から望む（2010年2月）

東山手十二番館（ひがしやまてじゅうにばんかん）は、明治時代初期に建てられた長崎県長崎市にある木造の洋館。
長崎市大浦・東山手に現存する洋館としては最も古いもので、1998年（平成10年）には主屋・附属屋の2棟が国の重要文化財に指定され、現在は「旧居留地私学歴史資料館」として利用されている。

## 概要
東山手のオランダ坂近くに位置する木造平屋建ての洋館である。
主屋と附属屋からなっている。主屋には大部屋が三室あり、領事館時代には客間や事務室として用いられたとされる。附属屋は主屋に比べ間取りが狭く、領事館員の居住スペースとして用いられていたとされる。
外壁は主屋・附属屋とも下見板張り、内装は漆喰による仕上げで、西側（海側）に広いベランダを備えている。
建築主はアメリカ人商人のウォルシュで、竣工当初はロシア領事館として使用され、その後アメリカ領事館やメソジスト派宣教師の住宅に転用された。1976年（昭和51年）に活水学院より長崎市に寄贈された。

## 歴史
- 1868年（明治元年） - 建設。
- 1941年（昭和16年） - 活水学院に譲渡される。
- 1976年（昭和51年） - 活水学院より長崎市に寄贈される。
- 1995年（平成7年） - 建物の全面修復が行われる。
- 1998年（平成10年）12月25日 - 重要文化財に指定される。
- 2005年（平成17年）3月 - 2年半に及ぶ保存修復作業が完了する[1]。

## 長崎市旧居留地私学歴史資料館
建物内部を展示室として使用し、長崎市を発祥の地とする主にキリスト教各派の宣教師らによって創設された私学に関する資料が展示されている。
- 開館時間：午前9時～午後5時
- 休館日：年末年始（12月29日～1月3日）
- 入館料：無料

## 所在地
長崎県長崎市東山手町3番7号